# Billy Walsh (futebolista)
Billy Walsh (7 de outubro de 1972) é um ex-futebolista profissional estadunidense que atuava como meia.

## Carreira
Billy Walsh representou a Seleção Estadunidense de Futebol nas Olimpíadas de 2000, quando atuou em casa.